# Дюран, Жан (режиссёр)
Жан Дюран (фр. Jean Durand), 15 декабря 1882 — 10 марта 1946) — французский режиссёр, сценарист.

## Биография
По происхождению Жан Дюран — бургундец, родился в Париже.
В начале своей карьеры работал в юмористической газете «Смесь» (фр. Le Pêle-Mêle), писал небольшие эстрадные пьесы и играл на сцене. К Пате Дюрана привёл Жорж Фаго (с 1908 года секретарь Фернана Зекка). У Пате Жан Дюран поставил только три комических фильма (в том числе «Он слишком доверчив» с Морисом Шевалье).
Затем, по приглашению Жерар Буржуа Дюран переходит в «Люкс». В этой фирме Дюран знакомится с актёрами Робером Пеги (Марсель Робер) и Рене Эрвилем, ставших впоследствии режиссёрами. В его фильме «Приключениях ковбоя в Париже» играл Джо Хаман.
После «Люкс» Дюран переходит в фирму «Гомон», где продолжает серию «Калино» (фр. Calino), первую французскую комическую серию, начатую Ромео Бозетти. Съемки серии продолжались до 1913 года. Актёры труппы Жана Дюрана называли себя «пуиками» (фр. les pouics). В труппу входили: Бурбон, Поло, Макс Боннэ , Гризоле, Фуше, певец Эмос, Сара Дюамель, Гектор Жандр.
Война оборвала карьеру Жана Дюрана. После демобилизации он ставил фильмы для фирмы «Нальпа».

## Факты
- «…Считается, что „Онезим-часовщик“ — один из первых удачных фильмов Бурбона — подсказал Рене Клеру некоторые эпизоды в фильме „Париж заснул“…».[1]

## Особенности амплуа и вклад в киноискусство
- «…Его нелепые фантазии берут своё начало от старых французских традиций, от средневековых фаблио и приводят его к стилю кабаре „Ша нуар“, к Альфонсу Аллэ и профессиональным мистификаторам, а также к веселым проделкам студентов и художников. Нетрудно заметить, что американская школа очень многим обязана Дюрану. Он был главным учителем Мак Сеннетта, который, кроме того, многое почерпнул от Ромео Бозетти и Андре Дида…».[1]